# Желио, Мартин
Мартин Желио (фр. Martine Géliot; 8 декабря 1948 — 7 февраля 1988) — французская арфистка.
Дочь арфистки Югетты Желио (ученицы Марселя Турнье), правнучка композитора Мелани Бонис. В 14 лет окончила с отличием Парижскую консерваторию, класс Пьера Жаме. В 1965 году стала победительницей Международного конкурса арфистов в Израиле.
Выступала как солистка в различных странах Европы и в США. С 1977 г. играла в Национальном оркестре Франции. Записала альбом с пьесами Марселя Турнье, а также сюиту Бенджамина Бриттена, сонату для арфы Жермен Тайфер и ряд других произведений.
Умерла от рака. С 2004 г. в пригороде Парижа Авоне раз в три года проходит Международный конкурс арфистов имени Мартин Желио для исполнителей не старше 21 года, его первыми победителями стали россияне Александр Болдачев (2004) и Софья Кипрская (2007).